# Alexandros Chalkokondylis

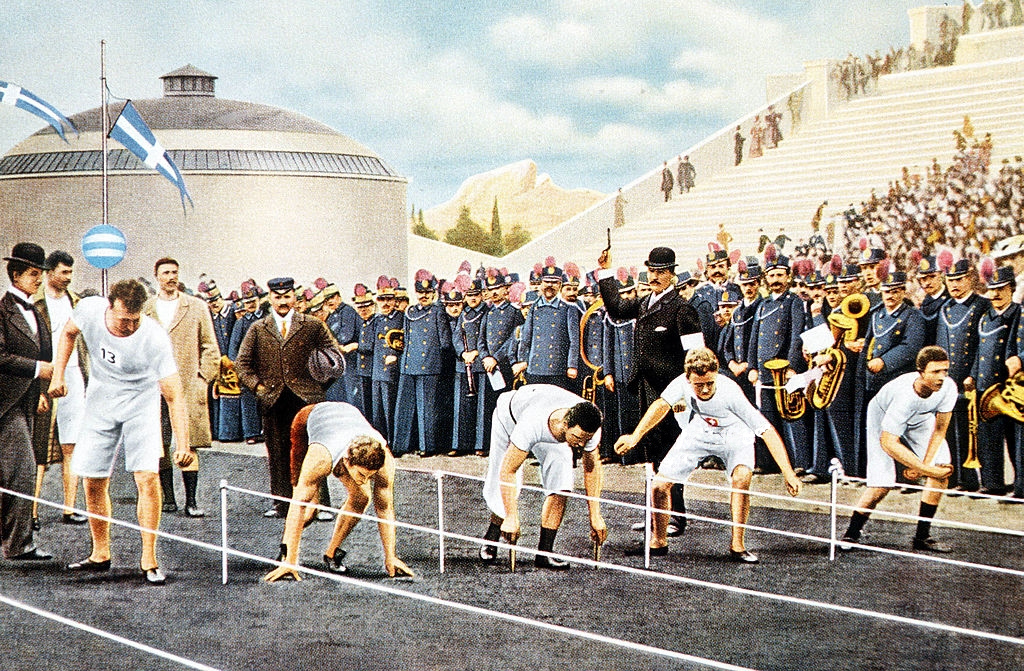
Alexandros Chalkokondylis (rechts) beim 100-Meter-Finale der Olympiade 1896

Alexandros Chalkokondylis (griechisch Ἀλέξανδρος Χαλκοκονδύλης, auch Halkokondylis oder Khalkokondilis transkribiert; * 1880; † 15. Februar 1970) war ein griechischer Leichtathlet.
Er war Mitglied des Athens Athletic Club (Athens Sports Club – ASC oder AO Athinon). Beim 100-Meter-Lauf der Olympischen Spiele 1896 am 10. April 1896 in Athen wurde er Fünfter mit einer Zeit von 12,6 Sekunden. Die Zeitnehmer stoppten nur die Zeit für die beiden Ersten. Die restlichen Zeiten wurden geschätzt. Im Ausscheidungsrennen zum Finallauf am ersten Wettkampftag hatte er den zweiten Platz in 12,8 Sekunden hinter dem US-Amerikaner Thomas Curtis in 12,2 Sekunden belegt.
Im Weitsprung wurde Chalkokondylis Vierter mit einer Weite von 5,74 m. 1896 in Athen wog Chalkokondylis 64 kg und war 1,71 m groß – je nach genauem Geburtsdatum war er 15 oder 16.
Andere Wettkämpfe:
Panhellenische Spiele 1896:
100 m Platz 1;
400 m Platz 1;
Weitsprung Platz 1
Rekorde:
Erster Panhellenische Rekordhalter über 100 m mit 13,2 Sekunden. Neuer panhellenischer Rekord bei den Olympischen Spielen am 25. Märzjul. / 6. April 1896greg. mit 12,8 Sekunden und schließlich 12,6 Sekunden beim Olympischen 100 m Finallauf. Panhellenischer Rekord über 400 m mit 61,2 Sekunden am 10. Märzjul. / 22. März 1896greg. und im Weitsprung mit 5,74 m bei den Olympischen Spielen am 27. Märzjul. / 8. April 1896greg..